# Neuenhainer See
Der Neuenhainer See ist ein knapp 5 ha großer Badesee in der Gemeinde Neuental im nordhessischen Schwalm-Eder-Kreis. Er entstand ab 1969 durch Flutung eines Tagebaurestlochs aus dem Borkener Braunkohlerevier.

## Lage
Der Neuenhainer See liegt im Osten von Neuental etwa 500 m nördlich des Ortsteils Neuenhain. Gut einen Kilometer nordöstlich des Sees liegt Dillich, ein Stadtteil von Borken. Die Kernstadt Borken befindet sich gut fünf Kilometer nördlich.
Der See ist von landwirtschaftlich genutzten Flächen umgeben, im Norden befindet sich ein kleines Waldstück. Etwa 600 m nördlich liegt der ebenfalls aus dem Borkener Braunkohletagebau entstandene Dillicher See.

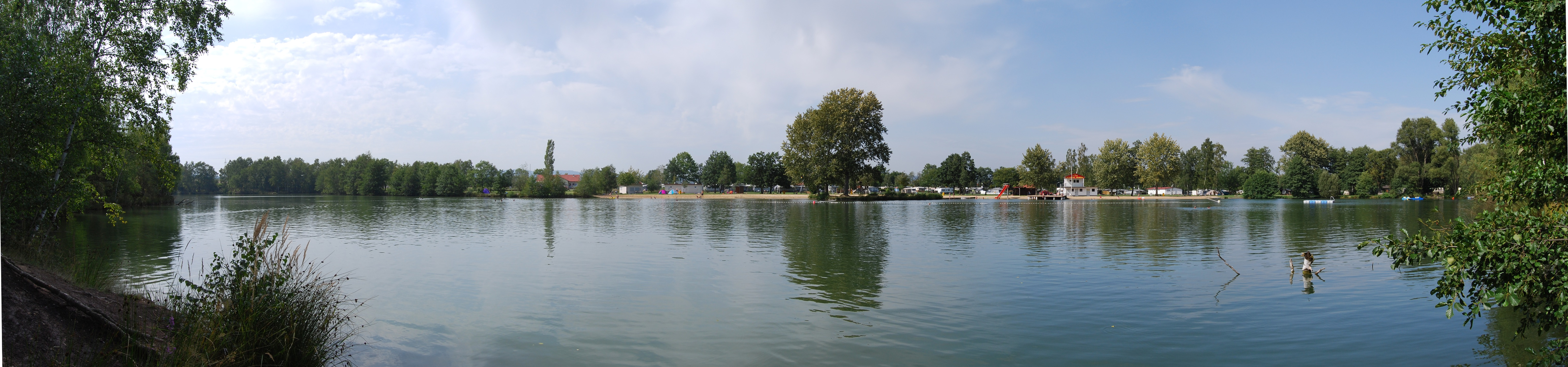
Panorama vom Neuenhainer See

## Freizeitmöglichkeiten
Das Gelände um den See ist vollständig eingezäunt, der Zugang ist nur über den Campingplatz am Nordufer des Sees möglich. Darüber hinaus gibt es ein Beachvolleyballfeld, Tennisplätze, einen Abenteuerspielplatz, ein Restaurant und einen Kiosk. Der See bietet neben einem Badestrand mit Wasserrutsche, Kleinkind- und Nichtschwimmerbereich sowie DLRG-Wache Möglichkeiten zum Angeln und Tauchen sowie einen Tretbootverleih.
Auf dem Campingplatz überfielen im Sommer 2008 vier Mitglieder der rechtsextremen Freien Kräfte Schwalm-Eder ein Zeltlager der Linksjugend solid.